# Giải vô địch bóng đá Nam Mỹ 1941
Giải vô địch bóng đá Nam Mỹ 1941 là Giải vô địch bóng đá Nam Mỹ lần thứ 16, diễn ra ở Santiago, Chile từ 2 tháng 2 đến 4 tháng 3 năm 1941. Giải đấu có 5 đội tuyển tham gia, đấu vòng tròn tính điểm để chọn ra nhà vô địch. Argentina giành chức vô địch lần thứ sáu sau khi vượt qua Uruguay ở lượt trận đấu cuối.

## Địa điểm
| Santiago                    |
| --------------------------- |
| Sân vận động quốc gia Chile |
| Sức chứa: 70.000            |
|                             |

## Kết quả
| Đội       | Tr | T | H | B | BT | BB | HS  | Đ |
| --------- | -- | - | - | - | -- | -- | --- | - |
| Argentina | 4  | 4 | 0 | 0 | 10 | 2  | +8  | 8 |
| Uruguay   | 4  | 3 | 0 | 1 | 10 | 1  | +9  | 6 |
| Chile     | 4  | 2 | 0 | 2 | 6  | 3  | +3  | 4 |
| Perú      | 4  | 1 | 0 | 3 | 5  | 5  | 0   | 2 |
| Ecuador   | 4  | 0 | 0 | 4 | 1  | 21 | −20 | 0 |

## Trận đấu
| Chile                                                  | 5–0 | Ecuador |
| ------------------------------------------------------ | --- | ------- |
| Toro 10' · Sorrel 18', 78' · Pérez 25' · Contreras 43' |     |         |

| Uruguay                                                             | 6–0 | Ecuador |
| ------------------------------------------------------------------- | --- | ------- |
| Rivero 9', 23', 87' · Gambetta 16' · Porta 39' · Laurido 75' (l.n.) |     |         |

| Chile     | 1–0 | Perú |
| --------- | --- | ---- |
| Pérez 20' |     |      |

| Argentina      | 2–1 | Perú         |
| -------------- | --- | ------------ |
| Moreno 2', 72' |     | Socarraz 53' |

| Argentina                                    | 6–1 | Ecuador    |
| -------------------------------------------- | --- | ---------- |
| Marvezzi 3', 17', 28', 39', 59' · Moreno 30' |     | Freire 47' |

| Uruguay                    | 2–0 | Chile |
| -------------------------- | --- | ----- |
| Cruche 35' · Chirimini 78' |     |       |

| Perú                                      | 4–0 | Ecuador |
| ----------------------------------------- | --- | ------- |
| T. Fernández 25', 32', 48' · Vallejas 36' |     |         |

| Argentina  | 1–0 | Uruguay |
| ---------- | --- | ------- |
| Sastre 53' |     |         |

| Uruguay                   | 2–0 | Perú |
| ------------------------- | --- | ---- |
| Riephoff 37' · Varela 70' |     |      |

| Argentina  | 1–0 | Chile |
| ---------- | --- | ----- |
| García 71' |     |       |

## Danh sách cầu thủ ghi bàn
5 bàn
- Juan Marvezzi

3 bàn
| - José Manuel Moreno | - Teodoro Fernández | - Ismael Rivero |

2 bàn
| - Raúl Pérez | - Enrique Sorrel |  |

1 bàn
| - Enrique García - Antonio Sastre - Armando Contreras - Raúl Toro - César Augusto Freire | - César Socarraz - Manuel Vallejas - Oscar Chirimini - Ubaldo Cruche - Schubert Gambetta | - Obdulio Jacinto Varela - Roberto Porta - Juan Pedro Riephoff |

Phản lưới nhà
- Jorge Laurido (trong trận gặp Uruguay)